# Limenitis sophax
Limenitis sophax är en fjärilsart som beskrevs av Frederick DuCane Godman och Osbert Salvin 1878. Limenitis sophax ingår i släktet Limenitis och familjen praktfjärilar. Inga underarter finns listade i Catalogue of Life.